# چوپیکالکی
چوپیکالکی (به اسپانیایی: Chopicalqui) یک کوه در پرو است که در منطقه انکاش واقع شده‌است. چوپیکالکی ۶٬۳۵۴ متر بالاتر از سطح دریا واقع شده‌است.